# Академия Пинкертона
Академия Пинкертона (англ. Pinkerton Academy) — средняя школа в Дерри (Нью-Гэмпшир), штат Нью-Гэмпшир. Она является крупнейшим независимым образовательным учреждением в Соединенных Штатах, здесь обучается примерно 3600 учеников средней школы (9 — 12 классы) из окрестностей Дерри, Хампстед (Нью-Гэмпшир), Честер (Нью-Гэмпшир) и Оберн (Нью-Гэмпшир). Академия является частной некоммерческой корпорацией, управляемой директором, который, в свою очередь, действует под руководством Совета попечителей, состоящего из 12 избираемых членов.
Академия располагает большим кампусом в Новой Англии. Первоначальное четырёхкомнатное Старое Здание академии было открыто в 1815 году, с тех пор было построено девять крупных зданий, в том числе новый Центр искусств и гуманитарных наук, открытый в сентябре 2002 года. Помимо этих крупных зданий, есть ещё восемь менее крупных зданий, которые служат конкретным потребностям, разбросаны вокруг кампуса.